# 立体未来主義

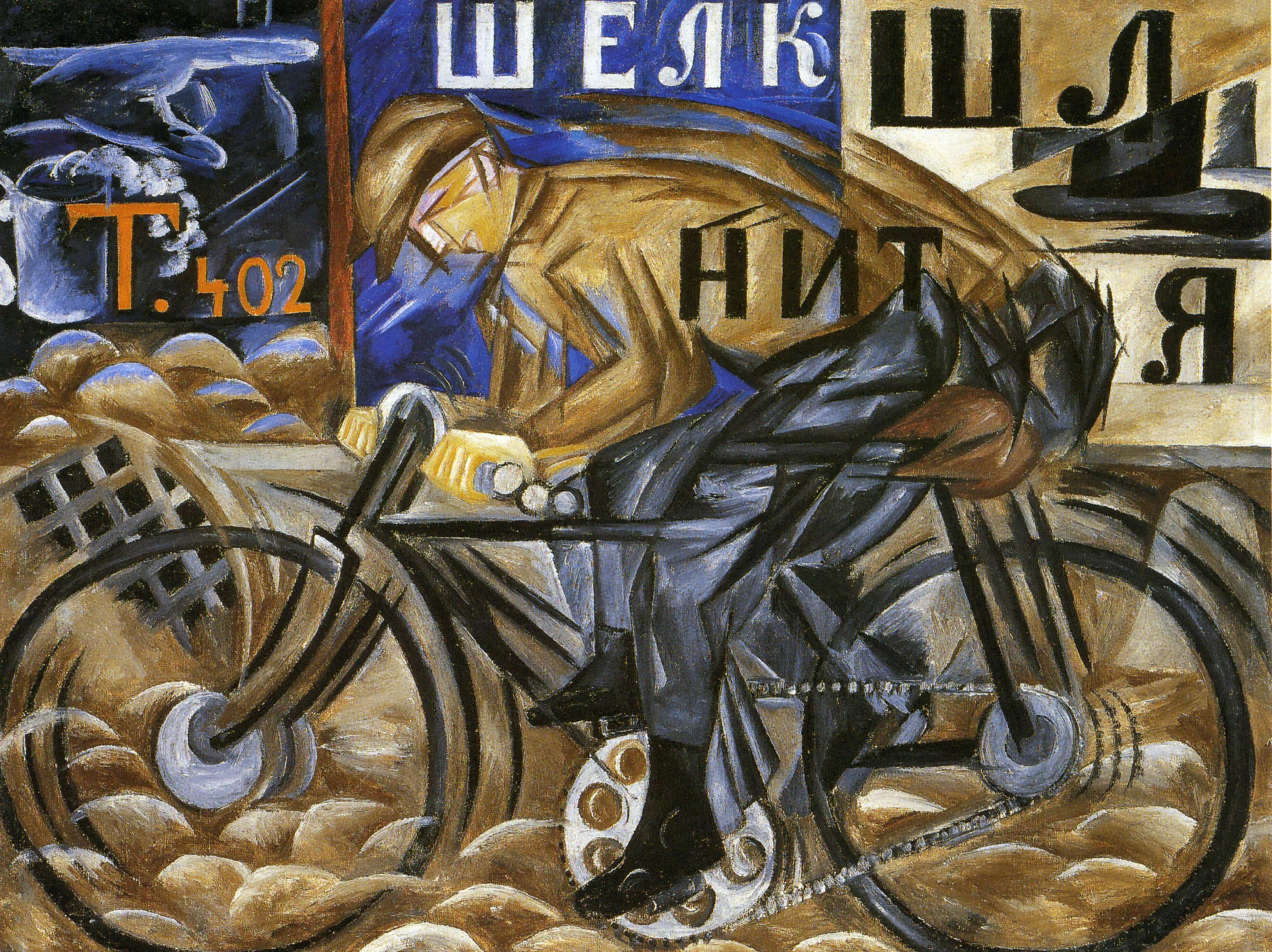
『自転車乗り』（1913年・ナタリア・ゴンチャロワ作）、油絵、 78×105 cm、ロシア美術館所蔵。

立体未来主義（りったいみらいしゅぎ、立体未来派）またはクボ＝フトゥリズム（ロシア語表記：Кубо-Футуризмクボフトゥリーズム：Cubo-Futurism）とは、1910年代前半のロシア革命直前に、ロシア、ウクライナなどで展開された芸術運動である。ロシア・アヴァンギャルドに含まれる。
パブロ・ピカソやジョルジュ・ブラックによる芸術（キュビスム）から派生し、機械化社会によるアナーキーな精神（未来派）を芸術に吹き込むというフィリッポ・トンマーゾ・マリネッティの主張を基に、2つを融合したものを指す。またこれにネオ・プリミティヴィズムが組み込まれ円筒形や幾何学的形態による絵画空間の総合が目指されたことで西洋モダニズムとは一線を画する芸術運動となった。
既存の方法を破壊することを訴えたグループ・ギレヤ派の活動が原因となり、それに第一次世界大戦による社会風潮や機械と都市の発展を背景、現代にふさわしい機械のスピード感や力強さを表現しようという考えから、立体未来主義は誕生した。
また、ロシア的に表現の仕方が変わっており、農民の生活や正教会などをテーマにした作品には、祖国への深い愛と国家の魂を信じる心が反映されているほか、ロシア的な要素が追加されていった（ルボークやイコン画など）。これらのロシア人の精神から成るような要素は、立体未来主義の構想元である仏・伊の芸術運動には見られず、このロシア的要素は、純粋な抽象画を作成することに繋がった。
しかし1917年にロシア革命によりボリシェヴィキが勝利、社会主義国家であるソビエト連邦が成立すると構成主義の作品を作るようにロシア国内芸術の風潮は変化し、立体未来主義は短い期間でその歴史を終えることとなった。
立体未来派を代表する画家では、その創始者とも謳われるダヴィド・ブルリュークや、ミハイル・ラリオーノフ、ナタリア・ゴンチャロワ、カジミール・マレーヴィチなどが著名である。